# Aristolochia californica
Aristolochia californica is plant uit de pijpbloemfamilie (Aristolchiaceae). Het is een krachtige, 4-6 m hoge klimplant met donzig behaarde stengels en bladeren. De soort lijkt op Aristolochia tomentosa.
De plant bloeit van het begin tot het midden van de zomer. De bloemen staan solitair in de bladoksels op slanke stelen. Ze zijn 5 cm lang, dofpaars van kleur en hebben een dubbelgebogen bloembuis. 
De plant dient als waardplant voor de rupsen van de vlinderondersoort Battus philenor hirsuta.
De plant komt van nature voor in Californië.